# Camotán
Camotán o Chinan Is (Ch’orti’) es un municipio que pertenece al departamento de Chiquimula, en la región del triángulo Norte en la República de Guatemala.  Además de la cabecera municipal, cuenta con veintinueve aldeas y setenta y ocho caseríos.

## Historia

### Época colonial
Antiguamente a Camotán se le llamaba San Juan de Camotán, este nombre proviene de las voces aztecas Camotl(Camote (Batata edulis) y del sufijo, tlan (abundancia); es decir, lugar donde se produce mucho camote. El municipio se encuentra al oriente de Guatemala, a 32 km de la cabecera departamental de Chiquimula y a 201 km de la Ciudad de Guatemala, en la región denominada Corredor Seco.  
Camotán era sumamente fértil, según el relato del Arzobispo de Guatemala; doctor Pedro Cortés Larraz, quién la visitó entre los años de 1768 a 1770; en esa época estaba habitado por cuatrocientas tres familias de indígenas con 1,346 personas de habla idioma chortí.
Ascendió a la categoría de municipio por el sistema de jurados, incluido en el distrito de Chiquimula, por el código de Livingston el 27 de agosto de 1836.  Figuraba ya en el listado de los poblados del Estado de Guatemala, que fueron distribuidos para la administración de justicia.

### SigloXXI
| «Si en Guatemala el 80 % de la población está en la pobreza, con ese porcentaje no sé por qué se hace tanto escándalo por esta hambruna.» —Alfonso Portillo, 2001 |

El 3 de agosto de 2001 la municipalidad de Jocotán declaró «alerta amarilla» en el municipio al tener conocimiento de la situación que vivían las comunidades del área rural. Los factores desencadenantes de esta situación fueron, por un lado la disminución de la lluvia, y por otro la falta de ingresos por jornales agrícolas (baja de los precios del café y otros problemas en cultivos de exportación), a causa de ello se hicieron escasos los alimentos en los hogares de algunas comunidades y provocaron una situación de inseguridad alimentaria nutricional que se evidencia por el aumento de niñas, niños y mujeres desnutridas. El gobierno de Alfonso Portillo decretó estado de calamidad pública para movilizar ayuda internacional; oficialmente se reconocieron cuarenta y ocho víctimas mortales, pero hubo rumores de una cifra mucho mayor.
En se momento, más de cien mil guatemaltecos habitaban el Corredor Seco y comían una vez cada 48 horas, y su alimentación no era suficiente; los principales municipios afectados fueron Camotán y Jocotán, donde algunos reservan puñados de granos de viejas cosechas de frijoles y maíz, pero otros se deben contentar con tortillas inundadas de sal y hasta hierbas silvestres. El ministro de Agricultura, Jorge Escoto, admitió «no haber previsto a tiempo la gravedad de la situación de los agricultores» y reconoció que «se sabía que el precio internacional del café iba a caer y eso perjudica a nuestra economía y no hicimos nada».
Como respuesta, el plan de calamidad pública autorizó el envío de mil seiscientas toneladas de alimentos a los cien municipios afectados por la hambruna y pedir ayuda al Banco Interamericano de Desarrollo, a los Estados Unidos y a la Cruz Roja Internacional.

### Extensión territorial
La extensión territorial del municipio es de 232 km². Está a una altitud de 471 m s. n. m., su clima es semicálido, se encuentra ubicado en las coordenadas Latitud Norte 14°49′13″ longitud Oeste 89°22¨24”. 
La población, en un 60% es descendiente de la Etnia Chortís, el idioma que se habla es el español y unas pocas personas hablan el idioma chortí.
La distancia de la cabecera municipal de Camotán a la cabecera departamental de Chiquimula es de 32 km, por la carretera que conduce a Florido Frontera con la República de Honduras, se ubica a 201 km de la Capital. Esta carretera es asfaltada. 
La cabecera municipal de Camotán dista de la cabecera municipal de Jocotán 2 km, de la cabecera municipal de San Juan Ermita dista 10 km, sobre la misma carretera asfaltada.
De las 29 aldeas del municipio de Camotán, 25 tienen acceso vehicular en toda época del año. Únicamente las aldeas Pajcó y Tisipe no tienen acceso vehicular directo (2009), mientras que las aldeas Tapuán y Caulotes tienen acceso en los meses cuando el Río Grande está seco. Estas carreteras son de terracería y en su mayoría es necesario utilizar vehículos de doble tracción, especialmente en la época de invierno. La aldea más lejana de la cabecera municipal es Caulotes, y está a 35 km, la aldea más cercana es Brasilar que está a 2 km, por carretera de asfalto; la aldea Lantiquín está a 3 km con una carretera de terracería.

## Organización política y administrativa
Camotán está formado por 1 pueblo (la cabecera), 29 aldeas y 78 caseríos.
El casco urbano está dividido en 6 barrios: El Calvario, La Barrera, El Cementerio, La Parroquia, El Tempisque y Vivero Nuevo. 
El municipio cuenta con un Alcalde Municipal electo popularmente en elecciones que se efectúan cada 4 años. 
La municipalidad para su desarrollo cuenta con 165 Alcaldías Auxiliares. Cada aldea y caserío cuenta como mínimo con un Alcalde Auxiliar, que son el apoyo con que cuenta el alcalde municipal en cada comunidad, trasladando información por situaciones de tipo administrativo y funcional. Estos Alcaldes Auxiliares son electos en asamblea general en cada comunidad, porque, para la comunidad es el representante de la aldea o caserío ante el alcalde municipal; posteriormente el alcalde municipal le extiende el nombramiento y credenciales correspondientes. Actualmente (2009) cuenta con 165 alcaldes auxiliares, reuniéndose el último viernes de cada mes.
Los empadronados oficiales que tienen derecho a participar en elecciones populares del municipio de Camotán son 12,040 habitantes. En los eventos se elige Alcalde del Municipio, diputados Distritales, Diputados del Parlacen, Diputados por listado nacional y Presidente de la República. Guillermo Ivan Nova Rivera fue alcalde municipal desde 1986 hasta 1987.

### Demografía
La población total del municipio es de 61.958 habitantes en 2022, que viven en 7,479 casas, es decir aproximadamente entre 5 y 6 habitantes por vivienda. La tasa de crecimiento de población es del 2% según datos del Instituto Nacional de Estadística.
| Aldea       | N.º de habitantes | Aldea       | N.º de habitantes |
| ----------- | ----------------- | ----------- | ----------------- |
| Lelá Chancó | 2272              | Tesoro      | 2051              |
| El Guayabo  | 1804              | Rodeo       | 1721              |
| Nearar      | 1682              | Tisipe      | 1557              |
| El Volcán   | 1549              | El Limón    | 1544              |
| Shalaguá    | 1529              | Lantiquin   | 1453              |
| Shupá       | 1388              | Lelá Obraje | 1337              |
| Guior       | 1167              | Pajcó       | 1154              |

### Vivienda
En el municipio de Camotán hay, como se decía, 6,479 viviendas. Según el análisis realizados por la Unidad Técnica Municipal de acuerdo a las visitas realizadas (2009) a las comunidades se estima que el 62% de las viviendas están en mal estado, son de techo de palma, paredes de palma, basura de banano, de madera, bajareque, piso de tierra. Las casas tienen un solo ambiente. Las aldeas con sus caseríos que tienen en mayor cantidad este tipo de vivienda son las más pobres: aldea el Guayabo, aldea Cajón del Río, aldea Lelá Chancó, aldea Tisipe, aldea Marimba, aldea Lelá Obraje, aldea el Limón, aldea Rodeo, aldea Tachoche, aldea Morola, aldea Guior, aldea Shupá, caseríos de Shalaguá, caseríos del Volcán y otros. Un 38% de las viviendas están en buen estado, de éstas la mayoría tienen techo de lámina, paredes de bajareque, piso de cemento y una minoría tienen paredes de block, techo de lámina. Son raras las casas con techo de concreto en el área rural del municipio.

## Geografía y topografía
El casco urbano de la cabecera municipal de Camotán está asentado a la rivera del río “Grande” con topografía plana de oriente a poniente y es inclinada al sur de la población, con pendientes de sur a norte y de oriente a poniente.
La topografía del terreno del Municipio de Camotán en general es muy accidentada con cerros y montañas de pendientes muy grandes, ríos, quebradas y zanjones; las áreas planas o de poca pendiente están ubicadas en la rivera del río Grande pero únicamente es el 10% del total.
- Suelos: Los suelos del municipio de Camotán se componen de suelo arcilloso, franco arcilloso (negro, amarillo y blanco), limo arcilloso y pedregoso, que se usa para cultivos y se encuentran en cerros, faldas, cañadas y planicies.

- Hidrografía: En los cerros y montañas existen nacimientos de agua que sirven apara abastecer de agua potable a las aldeas y caseríos, otros son utilizados como proyectos de riego de cultivos. Camotán es atravesado por el Río Grande formado por los ríos Jupilingo y Copán. Posee 32 quebradas, entre ellas las más importantes son: Agua Fría, Agua Caliente, el Sueldal, Shupá, Tatutu Torjá, Tutira, Timte, Tizamarte, Sarní Caparroza, las que mantienen un caudal en toda época.

- Orografía: Cuenta con los siguientes cerros y centros poblados: Agua Fría aldea el Volcán, Tisipe aldea Tisipe, Nenoja, aldea Limón, Socotoco aldea Cajón del Río, Tontoles aldea Muyurcó, La Mariona aldea Shalaguá, Las Flores y Guayabo aldea El Guayabo, El Jute aldea Anicillo, cabon aldea Caparjá, Zarzal aldea Morolas, El Coyote aldea Tesoro, Suspiro caserío Sesesmilito, Los Olotes aldea Shupa, Palala aldea Tapuan, el Ratón aldea Guior
- Flora: La flora más común está compuesta por mango, pino o carpa, sunzo, ceiba, liquidambo, tarro, zapote, roble, cedro, encino y otros.
- Fauna: En la zona se encuentran: conejo, cotusa, pájaros, tepescuintle, cusuco, ardilla, mapache, culebras y sapos, venado, garrobos, iguanas, lagartijas, tortugas, coyote, coche de monte, gato de monte.

## Salud
El municipio de Camotán cuenta con 1 Centro de Salud tipo B ubicado en la cabecera Municipal, 12 centros comunitarios de salud y tres puestos de salud. 
Puestos de Salud:
- aldea Caparjá.
- aldea Shalaguá.
- aldea Lantiquín.

En la cabecera municipal existe una clínica médica y una farmacia. 
Las principales causas de mortalidad en las aldeas y caseríos de Camotán son por: desnutrición, parasitismo, diarreas, deshidratación, la tosferina, fiebres por neumonía y bronconeumonía.

### Economía
- Tenencia de tierras: La mayoría de familias disponen de tierra propia para vivir. En las áreas de mucha pobreza las personas no tienen tierras para la siembra de sus cultivos y rentan la tierra para sembrar maíz fríjol y maicillo. En cada aldea existe un terreno ejidal para uso comunal, del que se puede extraer leña, vigas y calzote para construcción de viviendas.
- Principales cultivos: Maíz, fríjol, maicillo, café, tabaco, chile, tomate
- Cultivos secundarios: El banano, la caña, el izote, la naranja, el aguacate y el limón.
- Técnicas de producción: En el cultivo de maíz se aplica la siguiente técnica; rozar, guatalear, deshierbar, abonar con abonos químicos, doblar, tapiscar. En fríjol: guatalear, deshierbar, abonar, arrancar, secar aporrear.
- Actividad principal a la que se dedican los habitantes: El 100% de los hombres se ocupan en la actividad agrícola, en esta actividad también son aplicados los niños mayores de 7 años y el 100% de las mujeres se ocupan de los oficios domésticos. Un pequeño grupo de personas en cada aldea o caserío se dedica a la artezanía, fabricando: sombreros de palma, petates de tule, lazos, bolsas y redes de pita de Maguey, escobas, trenzas y otros, que son otros ingresos que ayudan a la economía del hogar.
- Destino del producto obtenido: El maíz, el fríjol y el maicillo que se produce, se guarda lo necesario para el consumo familiar durante el año y lo que sobra se vende. En cuanto a café y tabaco, el destino del producto es la ciudad capital para su clasificación y posterior exportación. El tomate, chile, banano, naranja y otros se traslada el producto al mercado de Chiquimula y de la ciudad de Guatemala. Las artezanías producidas en pequeñas cantidades son vendidas en el mercado de Jocotán los domingos que es día de Plaza.
- Migración: La mayoría de aldeas de Camotán, la población experimenta muchos casos de migración en el mes de agosto y de noviembre a febrero los padres e hijos emigran a las fincas cafetaleras ubicadas en las partes altas de Camotán, Esquipulas y Copán de Honduras con motivo del corte de café. En agosto emigran a Concepción las Minas, Ipala, para la siembra de fríjol.

### Medios de comunicación
Los medios de comunicación más comunes en el área rural son las radiodifusoras, telegrama, razones de persona a persona. La correspondencia llega por medio de los alcaldes auxiliares. Las radios de mayor audiencia son la Radio Chortí y la Perla de Oriente, La Novedad y otras de Honduras. La cabecera municipal de Camotán cuenta con una oficina de correo, la que presta servicios de encomiendas, envíos y cartas así como envío y recepción de telegramas. Se reparte correspondencia los días lunes, miércoles y viernes. Se recibe correspondencia los días martes, jueves y sábado.
Actualmente el municipio de camotan ha tenido un buen avance en cuanto a comunicación, ya que la mayoría de personas ya cuenta con teléfono celular para comunicarse así como también el uso de redes sociales, la cual les permite trasmitir información de una forma más fácil y rápida.
- Servicio telefónico: El área urbana cuenta con 10 líneas telefónicas, que los usuarios utilizan como teléfonos comunitarios y en el área rural, algunas aldeas poseen teléfonos comunitarios: aldea Caparjá, aldea la Libertad, aldea Shalaguá, aldea Caulotes, aldea Tesoro, aldea Guior, aldea Morola, aldea El Volcán, aldea La Lima, aldea Pajcó, caserío Palo Verde 2 aldea Lelá Chancó, aldea Tapuán y aldea Lantiquín.

- Transporte: Para transportarse de las comunidades a la cabecera municipal se utilizan vehículos tipo picop de doble tracción y a pie. Las carreteras son de terracería que en invierno se encuentran en mal estado. Existe servicio de transporte extraurbano de la cabecera municipal a Florido Frontrera con la República de Honduras, sirviendo a las aldeas: Caparjá, la Libertad, Shupá, Lela Chanco, Lelá Obraje, Brasilar. Esta carretera es asfaltada y se encuentra en buen estado. Actualmente esta carretera tiene mucho auge, ya que con el tratado de libre comercio se ha convertido en un paso importante de contenerdores con productos de importación y exportación, también es importante mencionar que, debido a la cercanía del unicipio de copan ruinas Honduras, se pueden ver muchos turistas que transitan dicha carretera con el fin de vsisistar las ruinas d copan.

En el área urbana se mira televisión por cable, los canales que se transmiten son extranjeros, de procedencia mexicana. No se capta la señal de los canales guatemaltecos

### Servicios con los que cuenta la comunidad
La cabecera municipal de Camotán cuenta con los siguientes servicios:
servicio de agua potable domiciliar (deficiente), de drenaje sanitario domiciliar, de energía eléctrica, de teléfono comunitario, de transporte extra urbano, escuela oficial de educación pre-primaria (sin edificio), escuela oficial de educación primaria, instituto nacional de educación básica, centro de salud, iglesia católica y protestantes, Gimnasio (salón de usos múltiples), banco, cooperativa, estadio de fútbol, área de estar (parque central), Servicio de televisión por cable., calles asfaltadas, pavimentadas y adoquinadas
Las aldeas y caseríos de Camotán cuentan con los siguientes servicios: Escuelas de primaria, escuela preprimaria, servicio de agua potable, letrinas, carretera, energía eléctrica, molinos de nixtamal, campos de fútbol, teléfono, iglesia, puesto de salud, centros de convergencia,
Entre estos: salones, iglesias, energía eléctrica, canchas deportivas, acueductos, letrinización, clínica, molinos. Cantidad de beneficiarios por servicio.

### Recursos de la comunidad
Entre los recursos materiales se ha de mencionar la piedra, la madera y el nacimiento de agua. Como recursos humanos encontramos los jornaleros, los jefes de grupo y las comadronas. La institución que se destaca a nivel municipal es la Escuela Oficial Rural Mixta.

## Clima
En esta zona las condiciones climáticas durante los meses que no llueve, de noviembre a diciembre, se presentan días claros y días nublados con presencia de lloviznas, de enero a marzo son parcialmente nublados. La época de lluvia corresponde a los meses de junio a octubre. La temperatura media anual para esta zona varía entre 20 °C y 26 °C.
La temperatura se incrementa en los meses de marzo, abril y mayo que es la época más crítica del verano y asciende hasta los 34 °C, especialmente en el mes de abril e inicio del mes de mayo.  El clima templado y frío se manifiesta en las montañas más altas.  La precipitación pluvial promedio anual oscila entre 1,100 y 1,349 milímetros.
El clima en la cabecera municipal es tropical (Clasificación de Köppen: Aw).
| Parámetros climáticos promedio de Camotán | Parámetros climáticos promedio de Camotán | Parámetros climáticos promedio de Camotán | Parámetros climáticos promedio de Camotán | Parámetros climáticos promedio de Camotán | Parámetros climáticos promedio de Camotán | Parámetros climáticos promedio de Camotán | Parámetros climáticos promedio de Camotán | Parámetros climáticos promedio de Camotán | Parámetros climáticos promedio de Camotán | Parámetros climáticos promedio de Camotán | Parámetros climáticos promedio de Camotán | Parámetros climáticos promedio de Camotán | Parámetros climáticos promedio de Camotán |
| Mes                                       | Ene.                                      | Feb.                                      | Mar.                                      | Abr.                                      | May.                                      | Jun.                                      | Jul.                                      | Ago.                                      | Sep.                                      | Oct.                                      | Nov.                                      | Dic.                                      | Anual                                     |
| ----------------------------------------- | ----------------------------------------- | ----------------------------------------- | ----------------------------------------- | ----------------------------------------- | ----------------------------------------- | ----------------------------------------- | ----------------------------------------- | ----------------------------------------- | ----------------------------------------- | ----------------------------------------- | ----------------------------------------- | ----------------------------------------- | ----------------------------------------- |
| Temp. máx. media (°C)                     | 29.2                                      | 30.6                                      | 33.2                                      | 33.9                                      | 33.6                                      | 31.5                                      | 31.9                                      | 31.3                                      | 30.7                                      | 30.2                                      | 29.2                                      | 28.6                                      | 31.2                                      |
| Temp. media (°C)                          | 23.5                                      | 24.6                                      | 26.5                                      | 27.4                                      | 27.5                                      | 26.2                                      | 25.9                                      | 25.9                                      | 25.6                                      | 25.2                                      | 24.1                                      | 23.4                                      | 25.5                                      |
| Temp. mín. media (°C)                     | 17.9                                      | 18.6                                      | 19.9                                      | 21.0                                      | 21.4                                      | 20.9                                      | 20.9                                      | 20.6                                      | 20.6                                      | 20.2                                      | 19.1                                      | 18.3                                      | 20                                        |
| Precipitación total (mm)                  | 4                                         | 4                                         | 7                                         | 17                                        | 94                                        | 202                                       | 149                                       | 150                                       | 186                                       | 93                                        | 23                                        | 11                                        | 940                                       |
| Fuente: Climate-Data.org                  |                                           |                                           |                                           |                                           |                                           |                                           |                                           |                                           |                                           |                                           |                                           |                                           |                                           |

## Ubicación geográfica
|                                                          | Norte: La Unión, municipio del departamento de Zacapa     |                                    |
| Oeste: Jocotán, municipio del departamento de Chiquimula |                                                           | Este: Copán, municipio de Honduras |
|                                                          | Sur: Esquipulas, municipio del departamento de Chiquimula |                                    |